# واريو
واريو (بالإنجليزية: Wario ؛ باليابانية: ワリオ، واريوه) هو شخصية خيالية في امتياز ماريو من تأليف المصمم الياباني غانبي يوكوي. واريو كان مصمم ليكون عدواً لماريو، وظهر لأول مرة على جهاز الجيم بوي في سنة 1992 في لعبة أرض سوبر ماريو 2: 6 قطعة ذهبية كالعدو الأساسي والرئيس الأخير. منذ ذلك الوقت، تطور واريو ليصبح البطل الرئيسي ومضاد البطل في ألعابه الخاصة الممتدة في كلا من سوق أجهزة الألعاب المحمولة ووحدات التحكم، بالإضافة إلى المرات العديدة التي ظهر فيها في الأجزاء الخاصة من سلسلة ألعاب سوبر ماريو، صوته يؤديه تشارلز مارتينت والذي يؤدي أيضاً أصوات ماريو ولويجي ووالويجي.
شخصية واريو وحركاته هي غالباً العكس من ماريو ذو الطبيعة البطولية والكريمة، تماماً كما الأحرف الأولى من اسميهما معكوسة. الاسم واريو هو مزيج من اسم ماريو مع الصفة اليابانية وارووي (悪い) والتي تعني «سيئ»؛ إذاً المعنى هو «ماريو سيئ». صدفةً الحرف الـ W يمثل أيضاً الـ M مقلوبة، والذي تم التعرف من قبل الكثيرين كعلاقة متبادلة.